# Absens
|  | Wiktionary har en ordboksartikel om absens. |

Absens (uttalat absèns), som betyder ungefär "frånvaro", är i medicinska sammanhang en avvikelse i uppmärksamheten eller förändrat medvetandetillstånd. 
Absenser av sjuklig art förekommer vid vissa former av epilepsi, främst i barnaåren, så kallad petitmal-epilepsi. Under en sådan absens, som brukar vara 2-10 sekunder, blir blicken frånvarande och barnet svarar inte på tilltal. Övergående störningar i medvetandet som liknar petitmal förekommer även vid lokala epileptiska urladdningar, som utgår från hjärnans tinninglober. En absens av epileptisk art kan följas av ett generellt krampanfall. Behandling av absenser med läkemedel brukar vara mycket framgångsrik.